# Iveragh

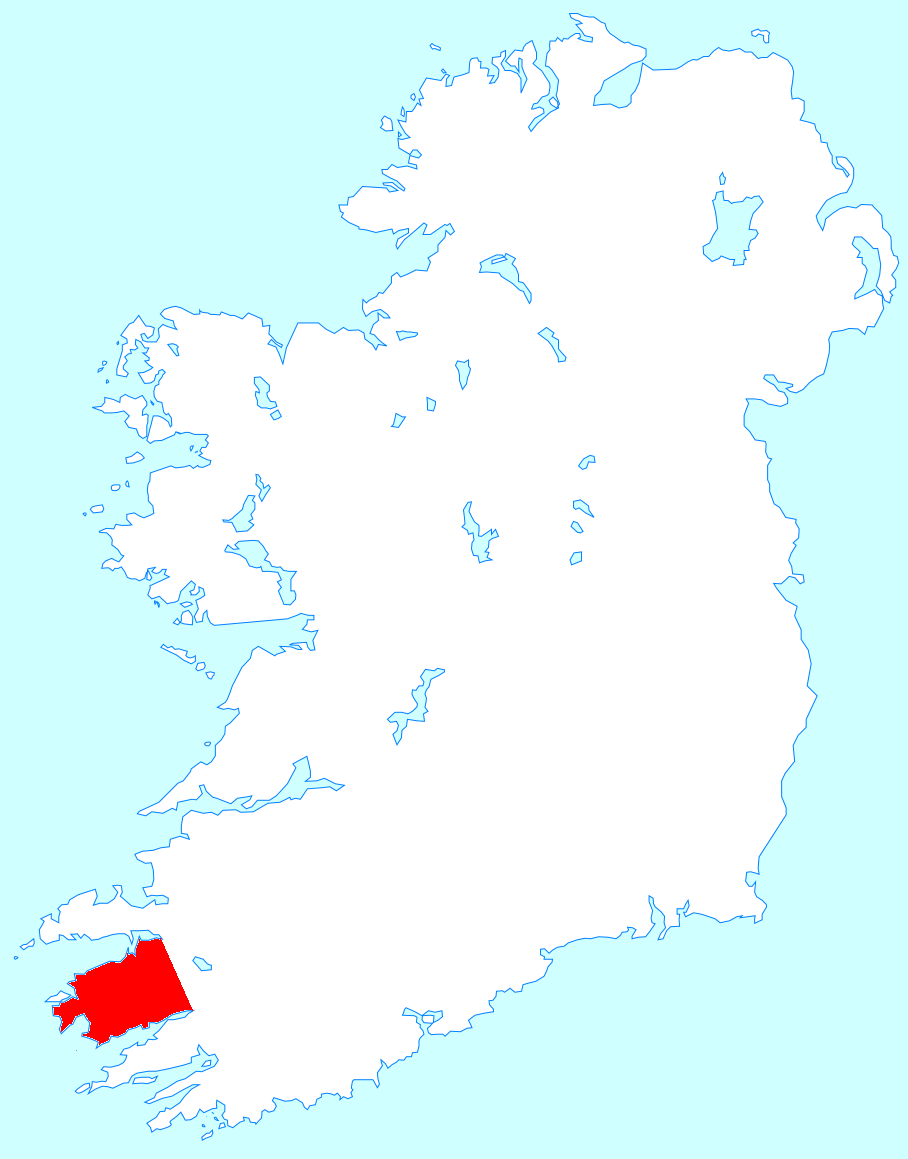
Iveragh-Schiereiland

Iveragh is een schiereiland in County Kerry, Ierland. Op het schiereiland ligt de zogenaamde Ring of Kerry, een rondomweg op het schiereiland die aantrekkelijke berg- en dallandschappen laat zien.
Noordelijk van Iveragh ligt Dingle Bay, westelijk de Skellig-eilanden en de Atlantische Oceaan, zuidelijk de baai van Beara. Oostelijk ligt County Kerry met onder andere Killarney, wat vaak als uitgangspunt wordt gebruikt om langs dit eiland te gaan.
Op het schiereiland bevinden zich Killorglin, Glenbeigh, Cahirciveen, Waterville, Caherdaniel, Sneem, Parknasilla, Tahilla en Kenmare. Het heeft twee belangrijke bergen, de Carrauntoohil en de Mullaghanattin.
Sinds 2024 maken de Skellig-eilanden, Puffin Island en Derrynane Bay deel uit van Nationaal Park na Mara, Ciarraí.